# Denizgörülen, Doğanyurt
Denizgörülen là một xã thuộc huyện Doğanyurt, tỉnh Kastamonu, Thổ Nhĩ Kỳ. Dân số thời điểm năm 2008 là 396 người.